# Sucroseoctaacetat
Sucroseoctaacetat ist eine ungiftige chemische Verbindung aus der Gruppe der Derivate der Saccharose, die extrem bitter schmeckt.

## Eigenschaften
Sucroseoctaacetat ist ein hygroskopischer farbloser bis beigefarbener Feststoff, welcher unlöslich in Wasser ist. Oberhalb von 285 °C zersetzt er sich.

## Herstellung
Sucroseoctaacetat kann aus Saccharose auf zwei Arten hergestellt werden: entweder durch Erhitzen einer Lösung von Saccharose mit Acetamid und Natriumacetat oder durch Acetylierung von Saccharose mit Essigsäure und Essigsäureanhydrid in Gegenwart von Zinkchlorid.

## Verwendung
Sucroseoctaacetat wird aufgrund des bitteren Geschmacks zum Vergällen von Industriealkohol eingesetzt. Aus dem gleichen Grund wird die Verbindung häufig Insektiziden, Papier (vertreibt unter anderem Mäuse) und Kunststoffen (Kinderspielzeug) zugesetzt, um einer anderweitigen Schädigung oder Vergiftung vorzubeugen. In der Medizin wird es bei Kindern und Erwachsenen zur Therapie von Fingernägelkauen u. ä. verwendet.